# Ринер, Жан-Пьер
Жан-Пьер Рине́р (фр. Jean-Pierre Rhyner; род. 16 марта 1996, Цюрих, Швейцария) — швейцарский футболист, центральный защитник клуба «Визела».

## Карьера

### Клубная
Заниматься футболом Жан-Пьер Ринер начал в родном городе Цюрихе в школе местного клуба «Грассхоппер». С сезона 2014/15 Ринер начал выступать за молодёжный состав «Грассхоппера» в Первой лиге, периодически попадая в число запасных на матчи главной команды. 16 августа 2015 года молодой игрок дебютировал в составе «Грассхоппера», отыграв весь матч в первом раунде Кубка Швейцарии против клуба «Шам». Матч завершился победой «кузнечиков» со счётом 4:1. Первую половину сезона 2016/17 Ринер активно привлекался к матчам основной команды. Молодой защитник отыграл два матча в национальном Кубке, а также вышел в стартовом составе на ответный матч квалификационного раунда Лиги Европы против турецкого «Фенербахче», отметившись в нём жёлтой карточкой. 23 октября 2016 года Жан-Пьер дебютировал и в национальном первенстве, выйдя в основе на матч против «Янг Бойз». Грассхоппер проиграл этот матч 0:4, а сам Ринер на 58-й минуте получил жёлтую карточку.
В январе 2017 года Ринер был отправлен в аренду до конца года в клуб Челлендж-лиги «Шаффхаузен». В нём молодой защитник получил место в основе и за год сыграл в 25 матчах чемпионата, в которых отметился двумя голами. Вернувшись из аренды в «Грассхоппер» Жан-Пьер получил место в стартовом составе и помог клубу по итогам сезона сохранить место в Суперлиге.
Летом 2019 года перешёл в клуб второго испанского дивизиона «Кадис». В сезоне 2019/20 Ринер изредка появлялся в составе испанского клуба, сыграв в первом круге всего 4 игры, причём 1 декабря в матче против «Фуэнлабрады» Жан-Пьер уже на 25-й минуте получил вторую жёлтую карточку и был удалён с поля. 15 января 2020 года в поединке против «Мирандеса» забил первый гол за «Кадис». По итогам сезона «Кадис» получил право играть в Примере, однако Ринеру не нашлось места в команде и он был отдан в аренду сначала в клуб Ла Лиги 2 «Картахена», а затем в нидерландский «Эммен».
30 июня 2021 года перешёл в греческий «Волос».

### Сборная
Отец Жан-Пьера — швейцарец, а мать — перуанка, поэтому несмотря на швейцарское гражданство Ринер мог выбирать за какую сборную ему играть. В 2014 году Ринер был вызван в молодёжную сборную Перу на два товарищеских матча против сборных Венесуэлы и Колумбии.
С 2015 года начал выступать в составе молодёжной сборной Швейцарии, за которую провёл ряд матчей квалификации к чемпионату Европы 2019 года.

## Статистика выступлений
По состоянию на 20.01.2021
| Клуб             | Лига             | Сезон            | Чемпионат | Чемпионат | Кубки | Кубки | Еврокубки | Еврокубки | Итого | Итого |
| Клуб             | Лига             | Сезон            | Игры      | Голы      | Игры  | Голы  | Игры      | Голы      | Игры  | Голы  |
| ---------------- | ---------------- | ---------------- | --------- | --------- | ----- | ----- | --------- | --------- | ----- | ----- |
| Грассхоппер      | Суперлига        | 2015/16          | 0         | 0         | 1     | 0     | 0         | 0         | 1     | 0     |
| Грассхоппер      | Суперлига        | 2016/17          | 1         | 0         | 2     | 0     | 1         | 0         | 4     | 0     |
| Грассхоппер      | Суперлига        | 2017/18          | 14        | 1         | 1     | 0     | 0         | 0         | 15    | 1     |
| Грассхоппер      | Суперлига        | 2018/19          | 20        | 1         | 2     | 0     | 0         | 0         | 22    | 1     |
| Грассхоппер      | Итого            | Итого            | 35        | 2         | 6     | 0     | 1         | 0         | 42    | 2     |
| Грассхоппер II   | Первая лига      | 2014/15          | 20        | 0         | 0     | 0     | 0         | 0         | 20    | 0     |
| Грассхоппер II   | Первая лига      | 2015/16          | 21        | 0         | 0     | 0     | 0         | 0         | 21    | 0     |
| Грассхоппер II   | Первая лига      | 2016/17          | 6         | 0         | 0     | 0     | 0         | 0         | 6     | 0     |
| Грассхоппер II   | Итого            | Итого            | 47        | 0         | 0     | 0     | 0         | 0         | 47    | 0     |
| Шаффхаузен       | Челлендж-лига    | 2016/17          | 9         | 0         | 0     | 0     | 0         | 0         | 9     | 0     |
| Шаффхаузен       | Челлендж-лига    | 2017/18          | 17        | 2         | 1     | 0     | 0         | 0         | 18    | 2     |
| Шаффхаузен       | Итого            | Итого            | 26        | 2         | 1     | 0     | 0         | 0         | 27    | 2     |
| Кадис            | Ла Лига 2        | 2019/20          | 8         | 1         | 1     | 0     | 0         | 0         | 9     | 1     |
| Кадис            | Итого            | Итого            | 8         | 1         | 1     | 0     | 0         | 0         | 9     | 1     |
| Картахена        | Ла Лига 2        | 2020/21          | 6         | 0         | 1     | 0     | 0         | 0         | 7     | 0     |
| Картахена        | Итого            | Итого            | 6         | 0         | 1     | 0     | 0         | 0         | 7     | 0     |
| Эммен            | Эредивизи        | 2020/21          | 2         | 0         | 0     | 0     | 0         | 0         | 2     | 0     |
| Эммен            | Итого            | Итого            | 2         | 0         | 0     | 0     | 0         | 0         | 2     | 0     |
| Всего за карьеру | Всего за карьеру | Всего за карьеру | 124       | 5         | 9     | 0     | 1         | 0         | 134   | 6     |